# Dark Realm
Dark Realm è una serie televisiva statunitense in 13 episodi trasmessi per la prima volta nel corso di una sola stagione nel 2001.
È una serie di tipo antologico in cui ogni episodio rappresenta una storia a sé. Gli episodi sono storie di genere thriller, spesso a sfondo horror, giallo o fantastico, e vengono presentati da Eric Roberts. Tra gli interpreti: Margot Steinberg, Lysette Anthony, Ami Dolenz, Barbara Griffin, Gary Hudson.

## Produzione
La serie fu prodotta da Isle of Man Film e Warner Bros. Television. Le musiche furono composte da Mark Snow.

### Registi
Tra i registi sono accreditati:
- Eric Summer in 4 episodi
- Malcolm Cross in 2 episodi
- Dimitri Logothetis in 2 episodi

### Sceneggiatori
Tra gli sceneggiatori sono accreditati:
- Paul Corcoran in 2 episodi
- Helen Francis in 2 episodi
- Jan Hagan in 2 episodi
- Whitney Smith

## Distribuzione
La serie fu trasmessa negli Stati Uniti dal 26 maggio 2001 al 15 dicembre 2001 in syndication.1 È stata distribuita anche in Francia con il titolo Le monde des ténèbres e in Israele.

## Episodi
| Stagione       | Episodi | Prima TV USA |
| -------------- | ------- | ------------ |
| Prima stagione | 13      | 2001         |